# Parc de Woluwe

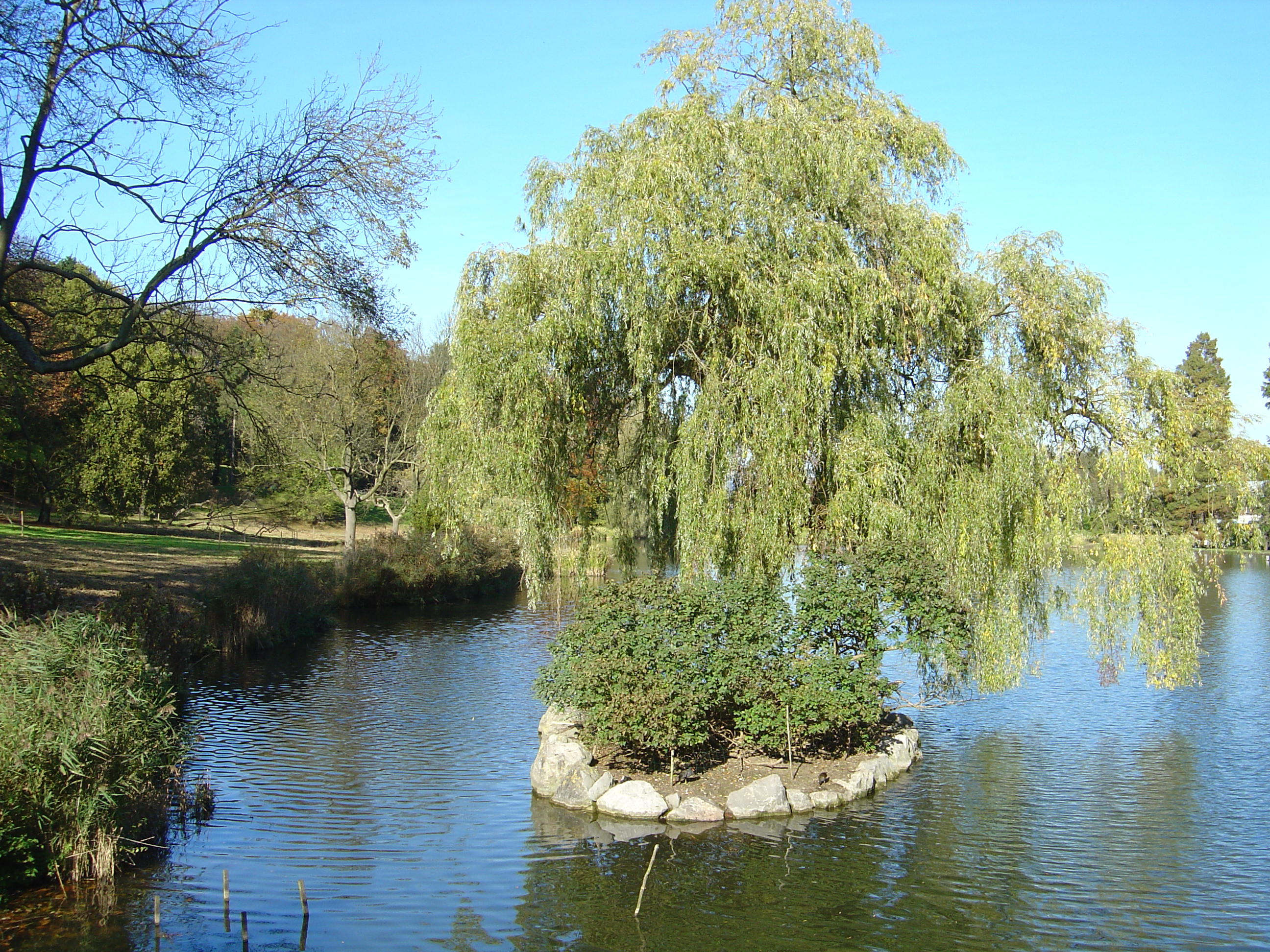
Parc de Woluwe

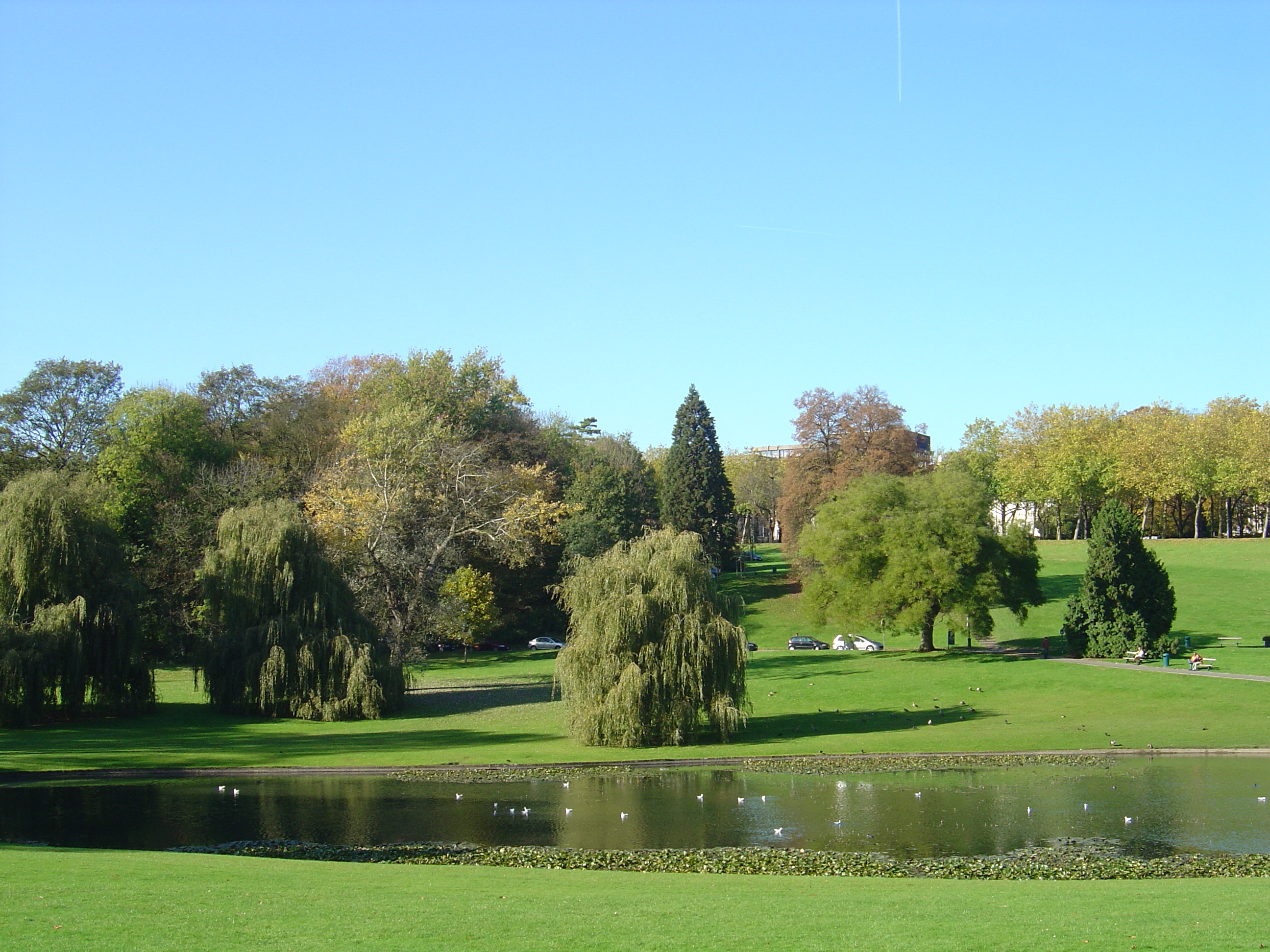
Parc de Woluwe

Parc de Woluwe lub nid. Woluwepark – wielki park miejski w stylu angielskim (71 ha) w Woluwe-Saint-Pierre w Brukseli w obrębie ulic Boulevard du Souverain, Avenue de la Woluwe i Avenue de Tervueren.

## Położenie
Park jest zlokalizowany w Woluwe-Saint-Pierre w Brukseli w obrębie ulic Boulevard du Souverain i Avenue de la Woluwe od wschodu i Avenue de Tervueren od północnego wschodu. Park obejmuje stoki doliny potoku Bemel, a różnice w wysokości dochodzą do 30 m. W parku znajdują się dwa stawy zasilane wodą z potoku Bemel.   

## Historia
Park zaprojektowany w stylu angielskim przez Eliego Lainégo (1829–1911) został założony w latach 1896–1899 jako część ogrodów królewskich. W 1909 roku park został przekazany na rzecz państwa. W 1945 roku został odrestaurowany, a w 1971 roku zamontowano lampy podświetlające. W parku znajduje się również centrum sportowe.    

## Pomniki przyrody
Na terenie parku znajduje się wiele rzadkich gatunków drzew, które są pomnikami przyrody, m.in.:
| Nazwa                  | Nazwa łacińska                   | Obwód w cm |
| ---------------------- | -------------------------------- | ---------- |
| Mamutowiec olbrzymi    | Sequoiadendron giganteum         | 680        |
| Topola kanadyjska      | Populus x canadensis             | 493        |
| Buk zwyczajny          | Fagus sylvatica f. purpurea      | 441        |
| Dąb błotny             | Quercus palustris                | 421        |
| Lipa srebrzysta        | Tilia tomentosa                  | 408        |
| Dąb czerwony           | Quercus rubra                    | 402        |
| Żywotnik olbrzymi      | Thuja plicata                    | 374        |
| Cypryśnik błotny       | Taxodium distichum               | 356        |
| Robinia akacjowa       | Robinia pseudoacacia f. tortuosa | 341        |
| Kasztan                | Castanea sativa                  | 340        |
| Cis pospolity          | Taxus baccata                    | 337        |
| Klon srebrzysty        | Acer saccharinum var. laciniatum | 330        |
| Topola czarna          | Populus nigra                    | 326        |
| Buk zwyczajny          | Fagus sylvatica                  | 310        |
|                        | Tilia europaea                   | 309        |
| Platan klonolistny     | Platanus x hispanica             | 307        |
| Kasztanowiec zwyczajny | Aesculus hippocastanum           | 306        |
| Topola szara           | Populus x canescens              | 304        |
| Klon                   | Acer dieckii                     | 300        |
| Dąb skalny             | Quercus coccinea                 | 299        |